# Caroline Bliss
Caroline Seacombe Bliss (12 dicembre 1961) è un'attrice britannica.

## Biografia
Dopo aver studiato alla Bristol Old Vic Theatre School, Caroline Bliss ha recitato il ruolo di Miss Moneypenny nei film 007 - Zona pericolo e 007 - Vendetta privata, sostituendo Lois Maxwell. In seguito ha recitato come comparsa nel cinema e in televisione.

## Filmografia
- Carlo e Diana - Una storia d'amore (Charles & Diana: A Royal Love Story) (1982) (TV)
- La mossa vincente (Chessgame) (1983) – serie TV, 2 episodi
- Killer Contract (1984) (TV)
- Pope John Paul II (1984) (TV)
- My Brother Jonathan (1985) (TV)
- The Moneymen (1987) (TV)
- 007 - Zona pericolo (The Living Daylights) (1987)
- 007 - Vendetta privata (Licence To Kill) (1989)
- Braxton (1989)
- Paradise Club (The Paradise Club) – serie TV, 5 episodi (1989-1990)
- Insektors (1994) (TV)
- Ruth Rendell – A Case of Coincidence (1996) (TV)
- Blitzlicht (Inside Out in the U.S.) (1996)

## Teatro
- Blood Brothers
- Blue Remembered Hills
- Eve
- Fuente Ovejuna
- Good
- Particular Friendships
- Romeo and Juliet
- Rough Justice
- The Invisible Man
- The Night They Raided Minskys

## Doppiatrici italiane
- Anna Rita Pasanisi in: 007 - Zona pericolo, 007 - Vendetta privata